# Tove Lindbo Larsen
 Der er for få eller ingen kildehenvisninger i denne artikel, hvilket er et problem. Du kan hjælpe ved at angive troværdige kilder til de påstande, som fremføres i artiklen.

Tove Lindbo Larsen (født 25. december 1928 i København, død 29. september 2018) var en dansk politiker (Socialdemokraterne) og minister.
- Kirkeminister og minister for Grønland i Regeringen Anker Jørgensen IV fra 20. januar 1981 til 30. december 1981.
- Kirkeminister og minister for Grønland i Regeringen Anker Jørgensen V fra 30. december 1981 til 10. september 1982.